# Arzach
Arzach (també escrit indistintament com Arzak, Arzach, Harzac, Harzach o Harzack) és un còmic de ciència-ficció i fantasia heroica de l'autor francès Moebius.
El primer àlbum de 35 pàgines en color fou publicat per episodis a la revista de còmics Métal Hurlant entre 1975 i 1976. Seguidament, el 1976, el còmic fou publicat íntegrament per l'editorial francesa Les Humanoïdes Associés. El 2009 el popular personatge va reaparèixer amb Arzak, l'Arpenteur (Destination Tassili), publicat per Glénat.
Arzach és un heroi solitari que, muntat a una criatura volant similar a un pterodàctil, recorre un planeta desolat i dominat per un desert infinit.

## Una forma inèdita de narració
La publicació d'Arzach va representar una revolució pel còmic de l'època. Va tenir un gran impacte en la indústria del còmic i és una de les obres més populars i conegudes de Moebius.
Una de les seves peculiaritats resideix en la seva absència absoluta de diàlegs. Els dos personatges principals, Arzach i el seu Ptéroïde (una espècie de pterodàctil mecànic i orgànic a la vegada, de color blanc), segueixen les seves aventures sense articular ni un sol mot en tota la història. El seu autor afirma "haver volgut mostrar la solitud com una cosa que no té perquè estar forçosament lligada al patiment", exemplificant-ho per la seva pròpia experiència com a dibuixant.
| «                       | Harzach no pateix. Tot el més, pujat a un estrany ocell, es pot sorprendre, fugir potser. Però és intocable. És intocable el món dels somnis? Dels somnis imaginats per una sensibilitat ben desperta? […] al món rocós d'Arzack les vinyetes el deixen a un de sol, meditant, mentre ell i l'ocell es fan cada vegada més petits, un altre punt de tinta sobre el paper. | » |
| — Jean Giraud"Moebius", | |   |

En total, Arzach consta de 5 capítols autònoms de diverses pàgines cadascun. El món fictici en el qual transcorren les històries i les seves surrealistes situacions són com somnis o expressions del subconscient les quals no són sempre intel·ligibles ni del tot lògiques. El lector es veu confrontat amb unes històries absentes de la convencional línia argumental, la qual no és lineal ni explícita a Arzach.
Moebius juga fins i tot amb l'ortografia del personatge i usa indistintament Arzach, Harzak, Harzack o Harzach, sense saber a qui fa exactament referència o quina és la diferència.

## El retorn d'Arzach
El 2009, Moebius va ampliar l'univers i el concepte d'Arzach amb la publicació de Arzak l'Arpenteur, que va prendre les formes d'una space opera. Arzak és un guerriller a la recerca de l'Anomalia que amenaça l'equilibri i la pau dels habitants de Tassili, un planeta dominat per paisatges desolats i estèrils. Com a gran novetat, la història està dotada de textos incorporats en els clàssics  globus de còmic.
L'arpenteur fou concebut com el primer àlbum d'una trilogia. No obstant, la sèrie va quedar incompleta degut a la sobtada mort de l'autor el març de 2012.
Arzach va inspirar Hayao Miyazaki i va declarar en una entrevista que "va dirigir Nausicaä de la Vall del Vent sota la influència de Moebius".

## Valor econòmic
El 2007, una planxa original de còmic de la sèrie va aconseguir els 58.242 euros en una subhasta.

## Distinció
L'àlbum es va classificar l'any 2012 al número 9 del rànquing de cinquanta còmics imprescindibles establert per la revista Lire.